# Il viaggio di Ariel
Il viaggio di Ariel è un libro del 2021 pubblicato da Disney editore per la collana I capolavori.

## Trama
La storia si svolge in un arco temporale intermedio tra La sirenetta e la La sirenetta II - Ritorno agli abissi.
Ariel e Eric decidono di fare una vacanza in Atlantide per andare a trovare il cugino di Eric Magnus che ha intenzione di costruire una grande nave. Nella loro casa Ariel conosce Tarang la domestica che le parla di Annurrak la regina delle sirene Artiche che a causa di una delusione d'amore è da anni in lotta con gli umani anche perché loro distruggono le case del suo popolo.
Un giorno mentre Eric è al cantiere per aiutare nei lavori Ariel incuriosita dalle storie su Annurrak si dirige in una baia e qui conosce Rita una sirena con la quale stringe amicizia, giorni dopo Annurrak per ferire gli umani rapisce Eric e Ariel si precipita a salvarlo, e qui ha il suo faccia a faccia con Annurrak che cerca di impediglielo ma senza riuscirci, ormai la battaglia sembra imminente.
Dopo aver salvato Eric Ariel decide di impedire la battaglia e cerca di far ragionare Magnus ma senza riuscirci allora con il sostegno di Rita e Tarang Ariel si dirige al porto dove ormai la battaglia è in proncito di compiersi e lì riesce a far capire sia a Magnus che a Annurrak con un discorso che non é giusto essere nemici e che sirene e umani possono vivere in pace. Giorni dopo i lavori di Magnus procedono senza però danneggiare il regno di Annurrak così dopo aver detto addio a Rita e Tarang Ariel e Eric tornano a casa.

## Personaggi
- Ariel: Protagonista della storia, moglie di Eric e Ex-sirena, in questa storia conosce il popolo delle sirene Artiche e per via della sua natura di sirena cerca di portare la pace tra sirene e umani.

- Eric: Protagonista maschile della storia, marito di Ariel e cugino di Magnus, ama da morire Ariel e cerca sempre di sostenerla, nel corso della storia viene rapito da Annurrak ma viene salvato da Ariel,

- Tarang: Domestica della casa di Eric e Ariel. donna molto saggia instaura un buon rapporto con Ariel arrivando a sostenerla nella sua impresa.

- Magnus: Antagonista secondario della storia, cugino di Eric, se bene non sia cattivo e in continua lotta con le sirene perché vogliono distruggere il suo cantiere, alla fine grazie ad Ariel però capirà che non è giusto essere nemici e quindi accetta di rispettare il popolo delle sirene.

- Rita: Giovane sirena Artica con la quale Ariel stringe amicizia, grazie ad Ariel Rita impara a fidarsi degli umani al punto da andare contro Annurrak e sostenere Ariel nella sua impresa.

- Annurrak: Antagonista principale della storia, Regina delle sirene Artiche in continua lotta con gli umani perché minacciano il suo popolo, in realtà prova un odio per gli umani a causa di una delusione d'amore, alla fine Ariel le farà capire che non è giusto essere nemici.